# Такси, прицеп и коррида
«Такси, прицеп и коррида» — французский кинофильм с Луи де Фюнесом в главной роли.

## Сюжет
Водитель такси, парижанин Морис Бергер (Луи де Фюнес) решает отправиться в отпуск с семьёй в испанской город Севилья. При этом он берёт с собой табак, спрятанный в 200 пар носков. На таможне Морис знакомится с очаровательной блондинкой Мирьям (Вера Вальмонт (фр.)), которая промышляет контрабандой и пытается провезти краденный бриллиант стоимостью в 100 миллионов франков. Почувствовав опасность, контрабандистка подсовывает бриллиант Морису, который, ничего не заметив, отправляется дальше. А контрабандисты следуют за ним по пятам, чтобы вернуть камень…